# Narcís de Carreras
Narcís de Carreras i Guiteras (ur. 16 sierpnia 1905 w La Bisbal d’Empordà, zm. 11 października 1991 w Barcelonie) – prezes klubu FC Barcelona w latach 1968–1969. Jego poprzednikiem był Enric Llaudet, a następcą Agusti Montal Jr.